# هلن مریل
هلن مریل (انگلیسی: Helen Merrill؛ زادهٔ ۲۱ ژوئیهٔ ۱۹۳۰) یک موسیقی‌دان اهل ایالات متحده آمریکا است.